# 普魯江卡
50°14′41″N 36°11′9″E / 50.24472°N 36.18583°E

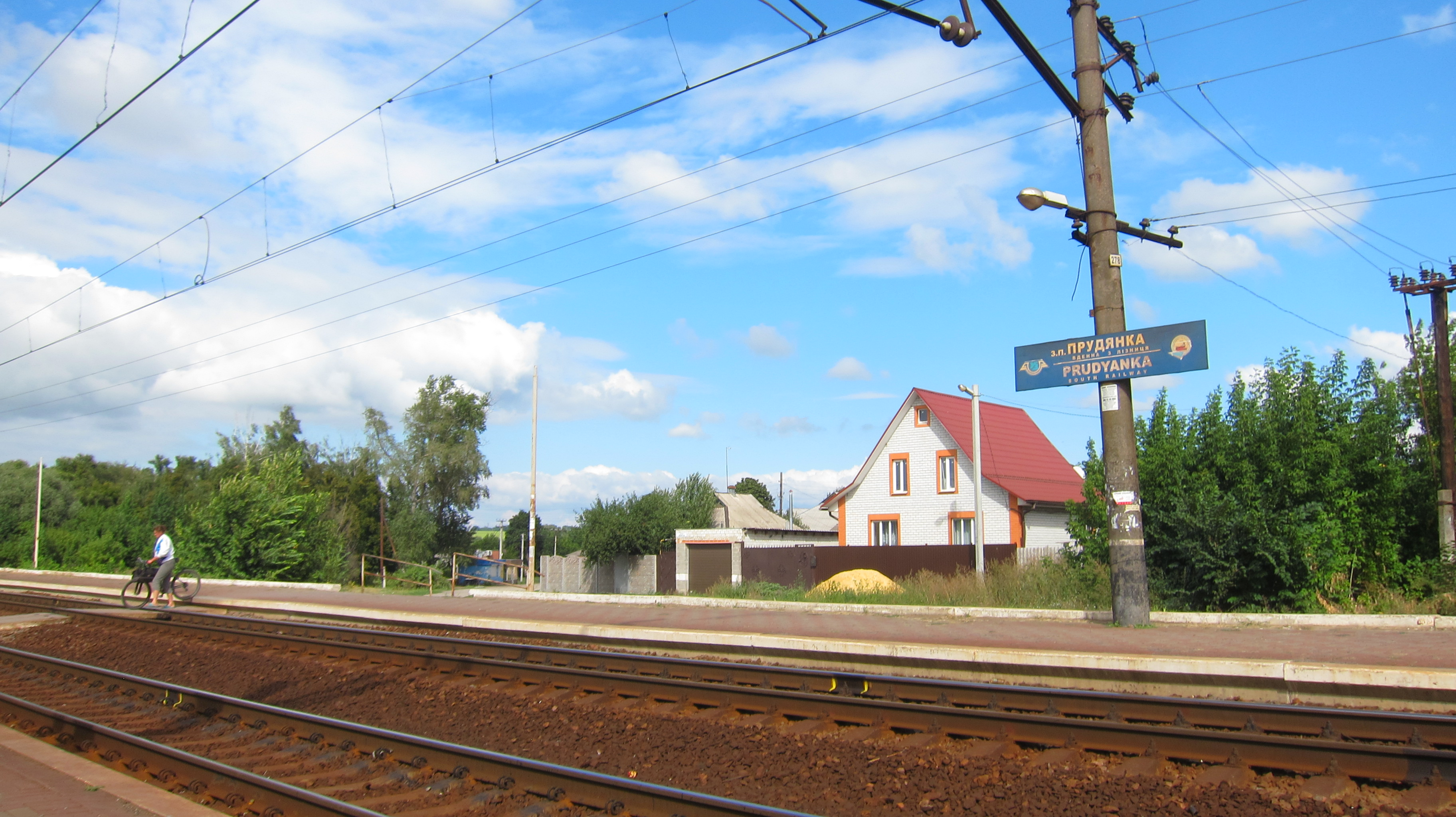
火车站

普魯江卡（烏克蘭語：Прудянка），是烏克蘭東部哈爾科夫州哈爾科夫區德尔哈奇市镇内的市級鎮。處於洛潘河畔，始建於1801年，面積4.83平方公里，海拔高度161米，2001年人口2,001，人口密度每平方公里414.29人。